# Nissan (fiume)
Nissan è un fiume della Svezia meridionale che attraversa le contee di Jönköping e Halland.